# استنتون سنت گیبریل
استنتون سنت گیبریل (به انگلیسی: Stanton St Gabriel) یک روستا و محله مدنی در بریتانیا است که در West Dorset واقع شده‌است. استنتون سنت گیبریل ۱۱۰ نفر جمعیت دارد.